# 마이크로소프트 플라이트 시뮬레이터 2024
마이크로소프트 플라이트 시뮬레이터 2024(Microsoft Flight Simulator 2024)는 아소보 스튜디오가 개발하고 엑스박스 게임 스튜디오가 배급한 비행 시뮬레이션 비디오 게임이다. 마이크로소프트 플라이트 시뮬레이터 (2020)의 후속작으로, 2024년 11월 19일에 마이크로소프트 윈도우와 엑스박스 시리즈 X/S로 출시되었다.
이 게임은 2023년 6월 11일 엑스박스 게임 쇼케이스에서 발표되었다. 농업 비행과 소방 같은 임무가 포함된 커리어 모드를 포함한다. 이 게임은 아소보의 자체 엔진을 사용한다. 시뮬레이터의 현재 최신 버전은 심 업데이트 2이며, 최신 베타 버전은 심 업데이트 2이다.

## 게임플레이
새로운 임무 유형에는 공중 소화, 공중 탐색 구조, 헬리콥터 카고 후크 수송, 항공 앰뷸런스, 작물 살포, 산악 구조, 스카이다이빙, 상업 항공, 에어리얼 크레인 건설, 대형 화물 에어버스 벨루가 수송, 에어버스 A400M 북극 화물 수송, VIP 전세 항공사 및 이그제큐티브 수송, 에어 레이싱, 기상 정찰, 실험용 항공기 테스트, 저고도 비행 A-10 워트호그 포함된다. 새로운 항공기 유형에는 글라이더, 비행선, 열기구가 포함된다. 새로운 환경 기능에는 산불, 눈, 토네이도, 오로라, 동물 이주 및 무리, 실시간 해상 및 비행 추적, 4개의 계절, 개선된 지상 교통량 보고가 포함된다.
마이크로소프트 플라이트 시뮬레이터 2024는 독립 실행형 버전이지만, 마이크로소프트는 이전 버전의 플라이트 시뮬레이터의 온라인 마켓플레이스에서 구매한 "거의 모든" 확장팩이 새 버전과 호환될 것이라고 밝혔다. 외부 서드파티 애드온이 지원될지는 불분명하다. 회사는 새로운 임무와 항공기를 항공 커리어 모드의 일부로 설명했다. 2024는 EFB (전자 비행 가방), 애드온의 비행 역학 제어력이 향상된 개선된 물리 엔진, 개선된 전기, 공압, 연료, 유압 항공기 시스템 및 항공전자, 성능 향상을 위한 멀티스레딩을 제공한다.

## 개발
아소보 스튜디오는 이 게임의 주요 개발사 역할을 한다. 아소보의 200명 이상의 팀은 주로 새로운 기능을 수용하기 위해 게임의 클라이언트를 업데이트하는 작업을 수행했으며, 엑스박스는 시뮬레이터의 다양한 측면을 작업하기 위해 30개 이상의 외부 파트너와 협력했다.
이 게임은 2024년 11월 19일에 엑스박스 시리즈 X/S 및 마이크로소프트 윈도우로 출시되었다.

## 평가
마이크로소프트 플라이트 시뮬레이터 2024는 리뷰 애그리게이터 메타크리틱에 따르면 "대체로 긍정적인" 평가를 받았으며, 여러 매체에서 새로운 기능, 향상된 비주얼 및 풍경 스트리밍 기능을 칭찬했다. 비판은 플레이어의 대량 유입으로 인한 서버 과부하로 인해 긴 로딩 시간에 집중되었다. 이로 인해 플레이어는 게임을 플레이하려고 할 때 오랜 시간 가상 대기열에 앉아 있어야 했다. 플라이트 시뮬레이터 책임자 외르크 노이만은 게임 출시 당일 게시된 유튜브 개발자 스트림에서 사과했으며, 아소보 스튜디오 CEO 세바스티안 블로흐는 데이터베이스 캐시가 "완전히 압도되어" 로딩 문제와 콘텐츠 누락이 발생했다고 말했다. 이러한 문제로 인해 게임은 출시 후 스팀 플랫폼에서 "압도적으로 부정적인" 리뷰 평점을 받았으며, 게임스팟을 비롯한 언론 매체에서는 이 게임이 리뷰 폭탄을 맞았다고 시사했다. 다음 날 공식 플라이트 시뮬레이터 지원 계정에 X에 업데이트가 게시되어 더 많은 서버 용량이 추가되었지만 게임 액세스 문제는 계속되었다고 밝혔다.
2025년에 마이크로소프트 플라이트 시뮬레이터 2024는 2025년 페가수스 상에서 최우수 기술 혁신상을 수상했다. 또한 뛰어난 비주얼 부문 후보에도 올랐다.